# PGC 35811
LEDA/PGC 35811 (auch NGC 3737A) ist eine linsenförmige Galaxie mit aktivem Galaxienkern vom Hubble-Typ S0 im Sternbild Großer Bär am Nordsternhimmel. Sie ist rund 237 Millionen Lichtjahre von der Milchstraße entfernt und hat einen Durchmesser von etwa 50.000 Lichtjahren.
Gemeinsam mit NGC 3737 bildet sie das Galaxienpaar Holm 266.

Im selben Himmelsareal befinden sich u. a. die Galaxien NGC 3733, NGC 3737, NGC 3759, IC 2943.